# Pern
Pern är en kommun i departementet Lot i regionen Occitanien i södra Frankrike. Kommunen ligger i kantonen Castelnau-Montratier som tillhör arrondissementet Cahors. År 2022 hade Pern 426 invånare.

## Befolkningsutveckling
Antalet invånare i kommunen Pern
| Referens: INSEE |